# Пам'ятки архітектури Старовижівського району
Станом на 1 січня 2009 року у Старовижівському районі Волинської області нараховується 19 пам'яток архітектури, з яких 7 — національного значення.
| № п/п                  | Найменування пам'ятки (матеріал)               | Адреса                 | Дата спорудження (автор) | Охор. № та № у комплексі | Дата і № рішення                                     |
| Національного значення | Національного значення                         | Національного значення | Національного значення   | Національного значення   | Національного значення                               |
| ---------------------- | ---------------------------------------------- | ---------------------- | ------------------------ | ------------------------ | ---------------------------------------------------- |
| 1                      | Преображенська церква (дер.)                   | смт. Стара Вижівка     | 18 ст.                   | 1054/1                   | Постанова Ради Міністрів УРСР від 06.09.79 № 442     |
| 2                      | Дзвіниця Преображенської церкви (д)            | смт. Стара Вижівка     |                          | 1054/2                   | Постанова Ради Міністрів УРСР від 06.09.79 № 442     |
|                        | Миколаївський монастир (мур.)                  | с. Мильці              | 16-19 ст.                | 131                      | Постанова Ради Міністрів УРСР від 24.08.63 № 970     |
| 3                      | Миколаївська церква (мур.)                     | с. Мильці              | 1542 р.                  | 131/1                    | -//-                                                 |
| 4                      | Корпус келій з теплою трапезною церквою (мур.) | с. Мильці              | кін. 18 ст.              | 131/2                    | -//-                                                 |
| 5                      | Будинок ігумена (мур.)                         | с. Мильці              | поч. 18 ст.              | 131/3                    | -//-                                                 |
| 6                      | Дзвіниця (мур.)                                | с. Мильці              | 1901 р.                  | 131/4                    | -//-                                                 |
| 7                      | Онуфріївська церква (мур.)                     | с. Мильці              | 1723 р.                  | 1055                     | Постанова Ради Міністрів УРСР від 06.09.79 № 442     |
| Місцевого значення     |                                                |                        |                          |                          |                                                      |
| 8                      | Казансько-Богородична церква (дер.)            | с. Буцинь              | 1864 р.                  | 238-м                    | Рішення виконкому обласної ради від 03.04.92 р. № 76 |
| 9                      | Покровська церква (дер.)                       | с. Дубечне             | 1900 р.                  | 239-м                    | -//-                                                 |
| 10                     | Ризоположенська церква (дер.)                  | с. Кримне              | 1756-1885 рр.            | 240-м                    | -//-                                                 |
| 11                     | Михайлівська церква (дер.)                     | с. Кримне              | 1861 р.                  | 241-м                    | -//-                                                 |
| 12                     | Симеонівська церква (дер.)                     | с. Любохини            | 1867 р.                  | 242-м                    | -//-                                                 |
| 13                     | Михайлівська церква (дер.)                     | с. Секунь              | 1868 р.                  | 243-м                    | -//-                                                 |
| 14                     | Параскевська церква (дер.)                     | с. Секунь              | 1588-1894 рр.            | 244-м                    | -//-                                                 |
| 15                     | Церква Успіння Богородиці                      | с. Сереховичі          | 1888 р.                  | 245-м                    | -//-                                                 |
|                        | Ансамбль Троїцької церкви                      | с. Чевель              |                          | 246-м                    | -//-                                                 |
| 16                     | Церква Різдва Богородиці (дер.)                | с. Чевель              | 18 ст.                   | 246-м/1                  | -//-                                                 |
| 17                     | Дзвіниця (дер.)                                | с. Чевель              | 18 ст                    | 246-м/2                  | -//-                                                 |
|                        | Ансамбль Вознесенської церкви                  | с. Яревище             |                          | 247-м                    | -//-                                                 |
| 18                     | Вознесенська церква (дер.)                     | с. Яревище             | 1865 р.                  | 247-м/1                  | -//-                                                 |
| 19                     | Дзвіниця (дер.)                                | с. Яревище             | 1865 р.                  | 247-м/2                  | -//-                                                 |
|                        |                                                |                        |                          |                          |                                                      |

## Джерело
- [Архівовано 9 листопада 2016 у Wayback Machine.] Пам'ятки Волинської області